# Andreas H. Bitesnich

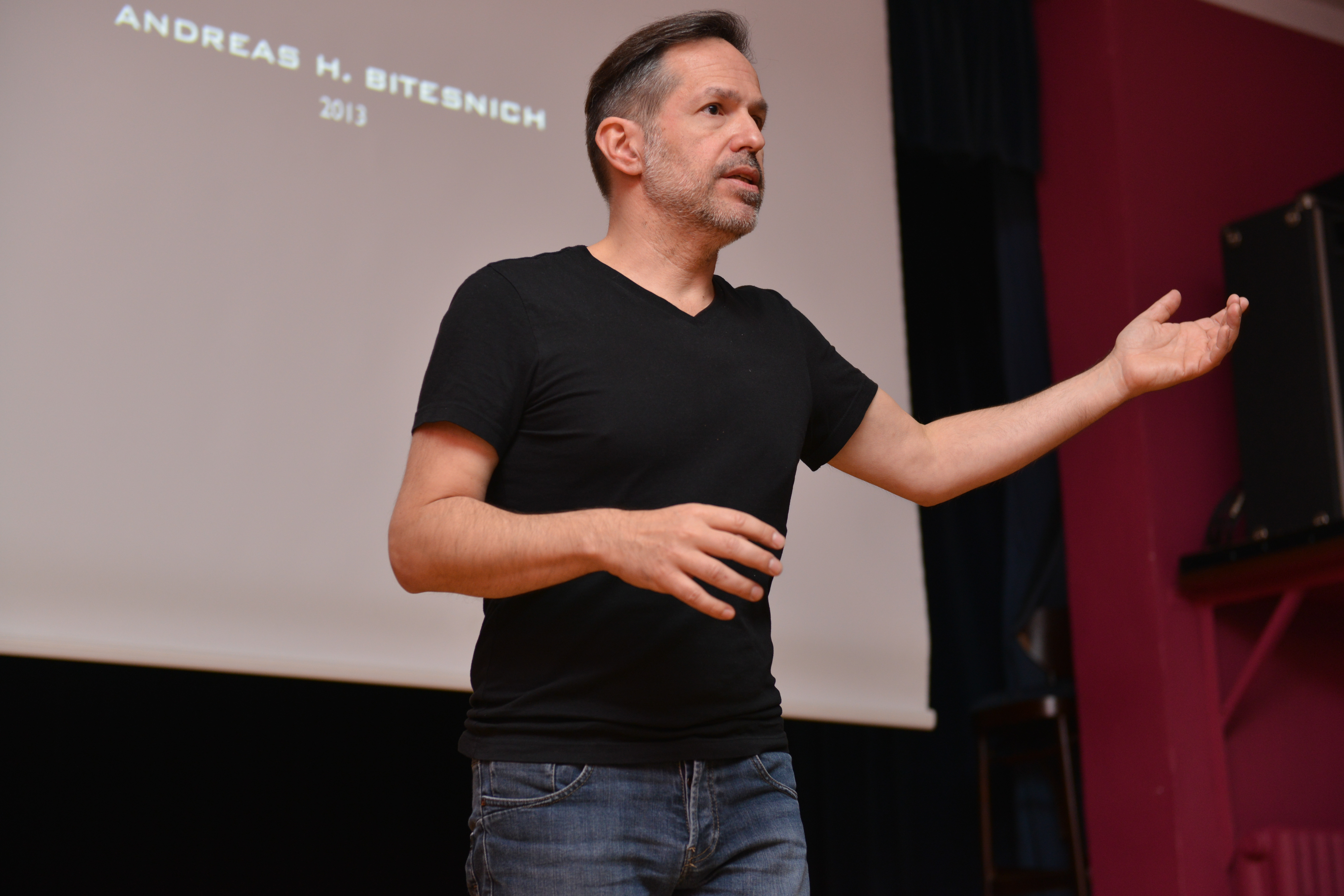
Andreas H. Bitesnich (2013)

Andreas H. Bitesnich (* 25. Februar 1964 in Wien) ist ein österreichischer Akt-, Porträt- und Reisefotograf sowie Musiker.

## Leben
Bitesnich erlangte den Hauptschulabschluss, absolvierte eine Lehre zum Einzelhandelskaufmann und verkaufte Elektrogeräte. 1988 begann er als Autodidakt zu fotografieren und wurde in den 1990er Jahren zu einem international gefragten Fotografen. 1998 veröffentlichte er seinen ersten Bildband mit Aktaufnahmen, Nudes, für den er den Kodak Photography Book Award erhielt. Weitere Publikationen folgten. Seine Werke wurden in einer Reihe von Einzel- und Gruppenausstellungen gezeigt. 2014 fand eine katalogbegleitete Retrospektive im Kunst Haus Wien statt.
Bitesnich ist auch als Musiker aktiv. Als Jugendlicher spielte er in einer Punkband. 2004 gründete er gemeinsam mit Sänger und Songwriter Mani Obeya das Bandprojekt Soundhotel, das Pop- und Soul-Musik herausbringt. Sie veröffentlichten die Alben Your Place (2004, Universal) und Between Love And Disaster (2006, Room 5 Records). Nach 17 Jahren Pause, unter anderem bedingt durch Bitesnichs Konzentration auf seine Fotografenkarriere, begannen sie an einem dritten Album zu arbeiten, das 2024 unter dem Titel And the World Rushed In erschien. Weiters bildet Bitesnich zusammen mit dem befreundeten Wiener Gynäkologen Andreas Nather das Musikprojekt Stereofoundation, zu dessen Songs er die Melodien beisteuert.
Bitesnich wohnt in einem Haus in Breitenbrunn am Neusiedler See, wo er auch ein Tonstudio unterhält.

## Fotografie
Schwerpunkt der künstlerischen Arbeit Bitesnichs ist die Aktfotografie. Zunächst schuf er ausschließlich schwarzweiße, seit 1999 auch farbige Aktfotografien. Für seine weiblichen und männlichen Akte sind eine konsequente grafische Abstraktion und gesteigerte Skulpturalität charakteristisch. Hierfür setzt Bitesnich gezielt das Licht und eine Behandlung der Körperoberflächen ein. Häufig zeigt er außergewöhnliche Figurenkompositionen und eine ungewöhnliche Anordnung der Akteure. Als Modelle mit der nötigen Körperbeweglichkeit dienen ihm dabei insbesondere Tänzer, Sportler und Akrobaten.
Auch die Reisefotografie nimmt eine wichtige Stellung in Bitesnichs Gesamtwerk ein. Dabei setzt er sich mit den Konventionen und Klischees dieses Genres auseinander und entwickelt eine eigene eindringliche Bildsprache. Er unternahm Reisen durch verschiedene Länder wie Indien und beschäftigte sich als Fotograf mit den fremden Kulturkreisen. Ein Langzeitprojekt ist die fotografische Auseinandersetzung mit Metropolen der Welt, aus der eine Serie von Büchern entstand. Hierzu zählen New York City (2011), Tokio (2012), Paris (2013), Wien (2015), Berlin (2017) und Lissabon. Die überwiegend schwarzweißen Fotografien stellen die jeweilige Stadt anhand einer Reihe kleiner Details dar.
Als Porträtfotograf machte Bitesnich Aufnahmen von Prominenten wie Anthony Quinn, Philip Glass, Reinhold Messner, Til Schweiger, Wladimir und Vitali Klitschko, Kruder & Dorfmeister, Till Brönner und Pelé. Zu seinem Œuvre gehören auch Mode- und Werbeaufnahmen sowie Videos bzw. Werbeclips.

## Werke
- Nudes Edition Stemmle, Zürich/New York, 1998
- Woman teNeues Publishing Group, 2001
- Travel teNeues Publishing Group, 2001
- Travel collector’s edition  teNeues Publishing Group, 2001
- Woman collector’s edition teNeues Publishing Group, 2002
- On Form teNeues Publishing Group, 2003
- On Form  collector’s edition teNeues Publishing Group, 2004
- Polanudes teNeues Publishing Group, 2006
- More Nudes teNeues Publishing Group, 2007
- Erotic teNeues Publishing Group, 2010
- So Far, 25 Years of Photography, Room5Books 2014
- Special Issue dedicated to Andreas H. Bitesnich, Italian Max Magazin, 2000
- Tension – Andreas H. Bitesnich, Stern Fotografie
- On Form, Exhibition Catalogue, Modernbook, Gallery Sensu Publications

## Ausstellungen (Auswahl)
- 2003: Andreas H. Bitesnich – Photography, Museum für Kunst und Gewerbe Hamburg[9]
- 2004: Andreas H. Bitesnich – Photography, Kunst Haus Wien
- 2008: Andreas H. Bitesnich. More Nudes, WestLicht, Wien[7]
- 2014: Andreas H. Bitesnich. 25 Years of Photography, Kunst Haus Wien[4]
- 2020: Andreas H. Bitesnich, Deeper Shades. Lisboa e Outras Cidades, Museu Coleção Berardo[8]

## Ehrungen und Auszeichnungen
- 1998: Gustav-Klimt-Preis für Plakatserie für die Wiener Aids-Hilfe[1]
- 1998: Kodak Photography Book Award für Nudes[1]
- 2009: Vienna Award for Fashion and Lifestyle in der Kategorie Photographer[10]